# カマル・ハーサン
カマル・ハーサン（Kamal Haasan、1954年11月7日 - ）は、インドの俳優、映画監督、脚本家、プレイバックシンガー、テレビ司会者。タミル語映画を中心にテルグ語映画、マラヤーラム語映画、カンナダ語映画、ヒンディー語映画、ベンガル語映画に出演した。インド映画界で最も知名度のある俳優の一人であり、多くの新しい映像技術をインド映画に導入した映画製作者としても知られている。無神論者としても知られ、脚本家として神の存在に疑問を問いかけるような作品も手掛けている。これまでにラシュトラパティ賞、国家映画賞、フィルムフェア賞、フィルムフェア賞 南インド映画部門、タミル・ナードゥ州映画賞、ナンディ賞を受賞しており、長年にわたる映画界への貢献を認められカライマーマニ賞（1984年）、パドマ・シュリー勲章（1990年）、パドマ・ブーシャン勲章（2014年）、芸術文化勲章（シュヴァリエ、2016年）を授与されている。
映画以外にもHIV/AIDSに感染した児童たちの支援を目的とした「Hridayaragam 2010」のプロジェクト・アンバサダーを務め、小児癌救済基金を創設するなど福祉活動も積極的に行っており、インド首相ナレンドラ・モディからは「クリーン・インディア・ミッション」のアンバサダーに指名された。また、ファッション・ブランド「KH House of Khaddar」も立ち上げている。2018年には地域政党・人民正義センターを立ち上げて政治活動を始め、2025年からは連邦上院議員を務めている。

## 生い立ち
1954年11月7日、弁護士で独立運動家のD・シュリーニヴァーサンとラージャラクシュミの息子として生まれる。生家はアイエンガル（タミル人バラモン）で、「パルタサーラティ・シュリーニヴァーサン(Parthasarathy Srinivasan)」と名付けられたが、後に「カマル・ハーサン(Kamal Haasan)」に改名された。カマルはサンスクリット語で「蓮」を意味するが、名前は父の友人でムスリムの独立運動家だったヤーコブ・ハッサン（Yaakob Hassan）に由来するといわれていた。しかし、カラン・ターパルの取材の中で、由来はサンスクリット語の「Hāsya」であり、ヤーコブ・ハッサンを由来とする説は「メディアが作った物語に過ぎない」と語っている。
2人の兄（チャールハーサン、チャンドラハーサン）も俳優・プロデューサーとして映画界で活動しており、姉のナリニ・ラグラームは古典舞踊のダンサーとして活動していた。3兄弟はパラマクディで初等教育を受けた後、マドラスに移住してサンソームで高等教育を受け、カマル・ハーサンは父の勧めもあって映画や芸術に興味を抱くようになった。

## キャリア

### 映画

#### 俳優

##### 1960年 - 1963年
カマル・ハーサンは母の友人である医師がA・V・メイヤッパンの妻を診察した際に彼女と同行してメイヤッパンと出会い、彼の息子M・サラヴァナンに気に入られたことがきっかけとなり、『Kalathur Kannamma』に起用された。カマル・ハーサンは同作の演技で高い評価を受けて6歳でラシュトラパティ賞を受賞している。1962年には『Kannum Karalum』でマラヤーラム語映画デビューし、その後は父の勧めでT・K・シャンムガムが主催する劇団「TKSナータク・サバー」に入団した。この間、カマル・ハーサンはトリプリケーンのヒンドゥー・ハイアー・セカンダリー・スクールで教育を受け、劇団での活動を通して彼は演技技術を学び、メイクアップ技術にも関心を抱くようになった。

##### 1970年 - 1975年
カマル・ハーサンは7年間映画界から離れていたが、ダンス・アシスタントとして復帰して振付師タンカッパンに弟子入りした。この間はクレジットされていない作品も含めて数本の映画に端役出演しており、1970年に『Maanavan』の歌曲シーンにダンサーとして出演している。『Annai Velankanni』『Kasi Yathirai』ではタンカッパンの助手として参加し、『Annai Velankanni』では俳優・助監督を兼務している。成人俳優としての初出演作は1973年に公開されたK・バーラチャンダルの『Arangetram』であり、同年には引き続きK・バーラチャンダルの『Sollathaan Ninaikkiren』に起用され悪役を演じている。その後は『Gumasthavin Magal』『Aval Oru Thodar Kathai』『Naan Avanillai』に助演俳優として出演し、主演を務めたマラヤーラム語映画『Kanyakumari』ではフィルムフェア賞 マラヤーラム語映画部門主演男優賞を受賞した。1975年に出演した『世にも奇妙なラーガ』では年上の女性と恋に落ちる青年を演じ、タミル語映画界での人気を確立した。また、カマル・ハーサンは役作りのためにムリダンガムの演奏技術を学んでおり、同作の演技を評価されフィルムフェア賞 タミル語映画部門主演男優賞を受賞している。

##### 1976年 - 1979年
1976年は『Manmadha Leelai』『Moondru Mudichu』に出演し、『Oru Oodhappu Kan Simittugiradhu』ではフィルムフェア賞タミル語映画部門主演男優賞を受賞した。1977年に出演した『Avargal』では役作りのために腹話術を学び、1979年にはテルグ語でリメイクされた『Idi Katha Kaadu』にも引き続き出演している。また、『16 Vayathinile』ではフィルムフェア賞タミル語映画部門主演男優賞を受賞し、友人バル・マヘンドラの監督デビュー作『Kokila』でカンナダ語映画デビューした。このほかに『Aval Oru Thodar Kathai』をベンガル語でリメイクした『Kabita』にも出演し、1978年には『Maro Charitra』でテルグ語映画デビューしている。また、サイコパスの殺人鬼役を演じた『Sigappu Rojakkal』では4年連続となるフィルムフェア賞タミル語映画部門主演男優賞を受賞しており、『Eeta』でもフィルムフェア賞マラヤーラム語映画部門主演男優賞を受賞した。『Satyavan Savithri』ではシュリデヴィと初共演し、『Sommokadidhi Sokokadidhi』では一人二役を演じた。このほかに『Ninaithale Inikkum』『Neeya?』『Kalyanaraman』にも出演している。

##### 1980年 - 1989年

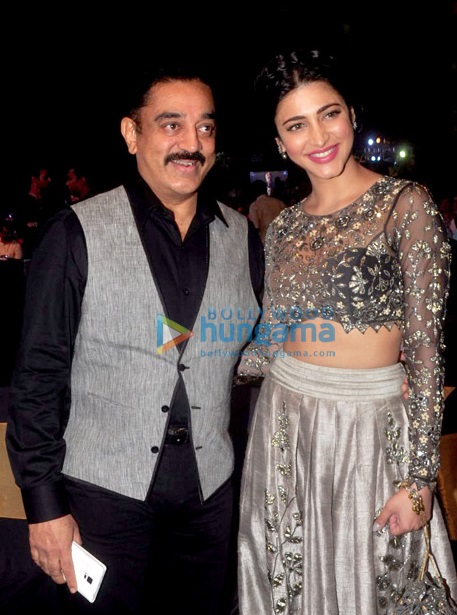
『Shamitabh』オーディオリリース・イベントに出席するカマル・ハーサンとシュルティ・ハーサン（2015年）

1980年は『Varumayin Niram Sivappu』に出演した。同作はテルグ語版の『Aakali Rajyam』も同時並行で撮影され、フィルムフェア賞 テルグ語映画部門主演男優賞を受賞している。このほかに『Ullasa Paravaigal』『Guru』『Maria My Darling』に出演し、1981年には『Maro Charitra』をリメイクした『Ek Duuje Ke Liye』でヒンディー語映画デビューし、フィルムフェア賞 主演男優賞にノミネートされた。また、100本目の出演作となる『Raja Paarvai』では2人の兄と共にプロデューサーも務めている。同作の興行成績は芳しくなかったものの、カマル・ハーサンは盲目のセッション・バイオリニスト役を演じて高い評価を受けてフィルムフェア賞タミル語映画部門主演男優賞を受賞した。1982年にはバル・マヘンドラの『Moondram Pirai』で記憶喪失の患者を介護する教師役を演じて国家映画賞 主演男優賞を受賞しており、ヒンディー語でリメイクされた『Sadma』にも引き続き出演している。この時期は『Yeh To Kamaal Ho Gaya』『Zara Si Zindagi』などタミル語映画のヒンディー語リメイク作品を中心に活動し、1983年にはK・ヴィシュワナートの『Sagara Sangamam』にも出演している。同作ではアルコール依存症の古典舞踊家を演じ、ナンディ賞 主演男優賞とフィルムフェア賞テルグ語映画部門主演男優賞を受賞した。
1984年に『Raaj Tilak』、1985年に『Saagar』に出演しており、『Saagar』ではフィルムフェア賞主演男優賞を受賞し、同時にフィルムフェア賞 助演男優賞にノミネートされた。また、アカデミー国際長編映画賞インド代表作品にも選出されている。その後は『Geraftaar』『Dekha Pyar Tumhara』『ヴィクラム』『Oka Radha Iddaru Krishnulu』『Swathi Muthyam』に出演し、『Swathi Muthyam』では社会の変革を目指す発達障害患者の役を演じてナンディ賞主演男優賞を受賞し、アカデミー国際長編映画賞インド代表作品にも選出された。これらの作品はアーンドラ・プラデーシュ州で高い人気を集め、これ以降カマル・ハーサン主演のタミル語映画の多くがテルグ語吹替版が製作され、同州でも公開されるようになった。
『Punnagai Mannan』『Kadhal Parisu』に出演した後、1987年にマニラトナムの『ナヤカン/顔役』に出演した。同作でカマル・ハーサンは国家映画賞主演男優賞を受賞したほか、映画はアカデミー国際長編映画賞インド代表作品に選出され、タイムズ・オールタイム100映画にも選出されている。同年にはサイレント・ブラックコメディ映画『プシュパカ・ヴィマナ』で失業者役を演じ、フィルムフェア賞 カンナダ語映画部門主演男優賞を受賞した。1988年は『Unnal Mudiyum Thambi』『Daisy』『Sathyaa』に出演し、1989年には『Apoorva Sagodharargal』『Chanakyan』『Vettri Vizhaa』『Indrudu Chandrudu』に出演しており、『Indrudu Chandrudu』ではフィルムフェア賞テルグ語映画部門主演男優賞とナンディ賞主演男優賞を受賞した。1980年代までにカマル・ハーサンはタミル語映画、テルグ語映画、マラヤーラム語映画、カンナダ語映画、ヒンディー語映画で成功を収め、国家映画賞主演男優賞と各言語のフィルムフェア賞主演男優賞をすべて受賞している。

##### 1990年 - 1998年
1990年は『Michael Madana Kama Rajan』に出演して一人四役を演じ、脚本家として参加していたクレイジー・モーハンとはその後も仕事を共にするようになった。1991年は『Gunaa』、1992年は『Thevar Magan』に出演して2年連続でフィルムフェア賞タミル語映画部門主演男優賞を受賞しており、1997年には『Thevar Magan』のヒンディー語リメイク映画『ヴィラサット 〜愛と宿命の決断〜』が製作された。また、『Thevar Magan』ではプロデューサーとして国家映画賞 タミル語長編映画賞も受賞しており、アカデミー国際長編映画賞インド代表作品にも選出された。その後は『Singaravelan』『Maharasan』『Kalaignan』『Mahanadhi』『Nammavar』『Sathi Leelavathi』『Subha Sankalpam』『Kuruthipunal』に出演し、『Kuruthipunal』ではフィルムフェア賞タミル語映画部門主演男優賞を受賞した。1996年に出演した『インドの仕置人』では国家映画賞主演男優賞、フィルムフェア賞タミル語映画部門主演男優賞、タミル・ナードゥ州映画賞 主演男優賞を受賞し、アカデミー国際長編映画賞インド代表作品にも選出された。この時期のカマル・ハーサンの出演料は1500万ルピー（1994年時点）といわれており、ラージェーシュ・カンナーが保持していた記録（1970年-1987年）を塗り替え、インド映画史上最も出演料が高額な俳優となった。
『インドの仕置人』の後は『ミセス・ダウト』をリメイクした『Avvai Shanmugi』に出演し、1997年には同作をリメイクしたヒンディー語映画『Chachi 420』に出演した。同作の監督にはシャンタヌ・ショーレイが起用されたが、5日間という撮影期間に不満を抱いたカマル・ハーサンが彼の代わりに監督を務めることになった。1997年にはマルタナーヤガム・ピラーイを描いた伝記映画『Marudhanayagam』で監督を務めることになり、45分間のフィルムと予告編が撮影された。同作はインド映画史上最大規模の映画として多額の予算と多くの著名な俳優・技術者が動員され、1997年にエリザベス2世がインドを訪問した際の記念式典会場で撮影済みの部分が公開された。最終的に『Marudhanayagam』はトラブルが重なり製作中止となったが、カマル・ハーサンは企画の再開を模索していたという。1998年にはシンギータム・シュリーニヴァーサ・ラーオの『Kaathala Kaathala』でプラブデーヴァーと共演して興行的な成功を収め、ヒンディー語リメイク映画『Mirch Masala』の企画が進められたが、最終的に製作中止になった。

##### 2000年 - 2009年
『Marudhanayagam』の製作再開を断念したカマル・ハーサンは、新たにインド・パキスタン分離独立とマハトマ・ガンディー暗殺事件を描いた歴史ドラマ映画『ヘー・ラーム』の製作に取り掛かった。彼は監督のほかに主演・脚本・製作・振付・作詞を担当し、同作は2000年に公開され興行成績は芳しくなかったものの海外市場で高い評価を受け、アカデミー国際長編映画賞インド代表作品にも選出された。同年には『Thenali』でジャヤラームと共演し、カマル・ハーサンはPTSDに悩むスリランカ系タミル人を演じて興行的な成功を収めた。2001年は『Aalavandhan』で一人二役（ナンダ、ヴィジャイ）を演じ、ナンダ役の役作りのために頭髪を剃り、体重を10キログラム増量した。また、陸軍軍人のヴィジャイ役の役作りのために国防士官学校の短期コースを受講している。ヒンディー語版の配給はシュリンガル・フィルムズが担当し、大規模な宣伝が実施されたものの興行的に失敗している。
その後、『Pammal K. Sambandam』『Panchatanthiram』など複数のコメディ映画で成功を収め、2004年に『Virumaandi』で監督を務め、富川国際ファンタスティック映画祭でアジア映画賞を受賞した。スンダル・Cの『愛は至高のもの』ではR・マーダヴァンと共演し、カマル・ハーサンの演技は「タミル語映画に再び誇りを与えてくれた」と称賛された。『ムンナー兄貴、医者になる』をリメイクした『Vasool Raja MBBS』ではスネーハーと共演し、興行的な成功を収めた。2005年に脚本を手掛けた『Mumbai Xpress』は批評家からは高く評価されたものの興行的には伸び悩み、『Rama Shama Bhama』ではラメーシュ・アラヴィンドと共演した。2006年にはガウタム・ヴァスデーヴ・メーナンの『Vettaiyaadu Vilaiyaadu』で連続医師殺人事件を捜査する警察官を演じ、興行的な成功を収めた。2008年はK・S・ラヴィクマールの『Dasavathaaram』で脚本を手掛け、主演として一人十役を演じた同作はインドのほかに海外市場で各言語（タミル語、テルグ語、ヒンディー語）で公開された。映画は当時のタミル語映画で歴代最高額の興行収入を記録し、カマル・ハーサンの演技は批評家から絶賛された。また、同作はウォルト・ディズニー・ピクチャーズが初めてカナダで配給を手掛けたタミル語映画となった。その後は『Marmayogi』の製作を進めていたが、1年間のプリプロダクションを経て製作が中止された。その後は『A Wednesday!』をリメイクした『Unnaipol Oruvan』に出演した。カマル・ハーサンは原作でナシールッディーン・シャーが演じた主人公を演じ、アヌパム・カーが演じた警官役はモーハンラール（タミル語版）、ヴェンカテーシュ・ダッグバーティ（テルグ語版）が演じている。両方のバージョンとも批評家からは高く評価され、興行的にも成功を収めた。

##### 2010年 - 現在
2010年はK・S・ラヴィクマールの『Manmadan Ambu』で脚本・主演を務め、婚約者の浮気を疑い探偵を雇う男を演じた。批評家からの評価は低く、「エンターテインメントだが、それはごく一部のみだった」「観客を魅了するためのパンチに欠けている」と酷評された。2013年は『Vishwaroopam』（ヒンディー語版のタイトルは『Vishwaroop』）で監督・製作・主演を務め、第60回国家映画賞で美術賞と振付賞を受賞した。一方、タミル・ナードゥ州のムスリム団体は映画の内容について「ムスリムの感情を傷つけるもの」と主張して上映中止を求める騒ぎが起きた。映画自体は中央映画認証委員会の認証を得ていたが、同州の徴税長官は「法秩序の問題」を理由に州内の劇場所有者に対して『Vishwaroopam』の上映を中止するように命令した。この問題は、2013年2月2日にムスリム団体との間で和解が成立し、カマル・ハーサンは劇中の5つのシーンを削除して州内での上映が始まり、最終的に『Vishwaroopam』は同年のタミル語映画年間興行成績第1位にランクインしている。
2014年に開催された第67回カンヌ国際映画祭ではインド公式代表団の団長を務め、同時期には『Uttama Villain』『Vishwaroopam II』『Papanasam』の製作にも取り組んでいた。2015年5月2日に『Uttama Villain』が公開されて興行的な成功を収め、7月3日には『Papanasam』が公開され批評的・興行的な成功を収めた。続いて公開された『Thoongaa Vanam』は、平均的な興行成績に終わっている。その後、カマル・ハーサンは『Dasavathaaram』で演じたバルラーム・ナイドゥを主人公にしたスピンオフ映画の企画を進めるが、彼が政治活動を本格化させたことに伴い製作が中止され、新たに『Indian 2』の企画に取り掛かった。
2020年9月17日にローケーシュ・カナガラージの新作映画『ヴィクラム』にカマル・ハーサンが主演で出演することが発表され、彼にとって232本目の出演作となった。同作は2022年6月3日に公開され44億2450万ルピーの興行収入を記録し、『Beast』『Valimai』『Etharkkum Thunindhavan』『Don』を抑えてタミル語映画の年間興行成績第1位にランクインし、当時の歴代興行成績第4位にもランクインしている。また、作詞を手掛けた「Pathala Pathala」はYouTubeで数百万回再生され、この年に最も再生された楽曲となった。同曲ではカマル・ハーサンのダンスも高い評価を受け、楽曲の評価は混合的なものだったが観客からは高い人気を得ている。2023年6月に『カルキ 2898-AD』で悪役のカリを演じた。同作はインド映画として初めてサンディエゴ・コミコンでプレゼンされ、カマル・ハーサンもナーグ・アシュウィン、C・アシュウィニー・ダット、スワプナ・ダット、プラバース、ラーナー・ダッグバーティと共に出席している。2023年には『Leo』で声優として出演し、同時にH・ヴィノートの新作映画への出演が決まっている。

#### 映画製作者

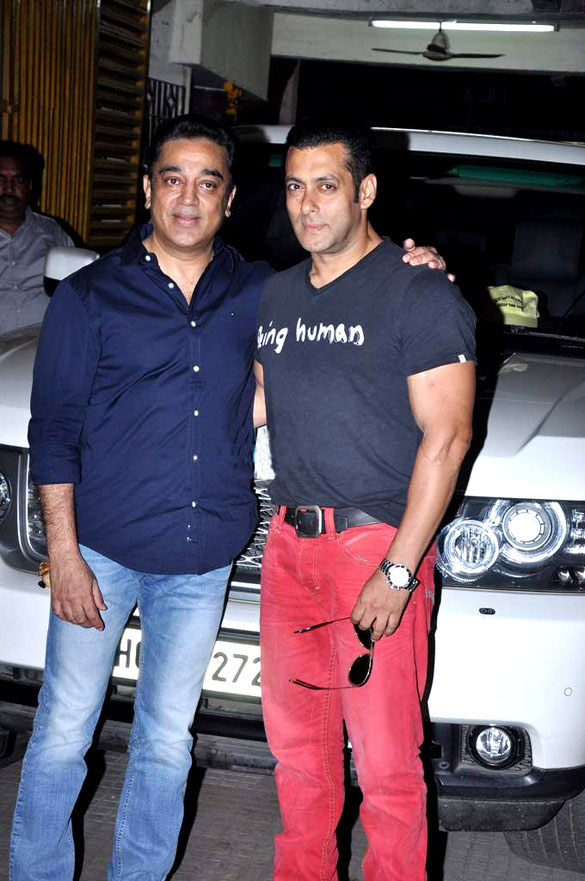
『Vishwaroop』試写会に出席するカマル・ハーサンとサルマーン・カーン（2013年）

カマル・ハーサンは俳優以外にも様々な分野で映画製作に携わっている。彼は脚本家として『Raja Paarvai』『Apoorva Sagodharargal』『Michael Madana Kama Rajan』『Thevar Magan』『Mahanadhi』『Hey Ram』『Aalavandhan』『Anbe Sivam』『Nala Damayanthi』『Virumaandi』『Dasavathaaram』『Manmadan Ambu』『Vishwaroopam』など多くの映画に参加しており、自身の映画製作会社ラージ・カマル・フィルムズ・インターナショナルの下でプロデューサー・監督も務めている。『Hey Ram』が成功した後は監督業に専念することも検討していたが、興行成績が予想を下回ったため断念したという。また、キャリアの初期には振付師としてM・G・ラーマチャンドラン（『Naan Yen Pirandhen』）、シヴァージ・ガネーサン（『Savaale Samaali』）、J・ジャヤラリター（『Anbu Thangai』）の指導を行っている。2010年には若手俳優が彼の下で働きたいという希望が多いことから、監督業に多くの時間を割きたいと語っている。彼は自分のキャリアについて「かつて、K・バーラチャンダルのような映画製作者たちは、技術者になっても大して稼げないと私に忠告してくれました。そのため、最終的にはスターであるカマルが、夢を追い求める技術者のカマルに投資することになったのです」と語り、映画製作者の仕事に関心を抱いていることを明かしている。このほかに数年間アメリカ合衆国でメイクアップ・アーティストのワークショップに参加し、マイケル・ウェストモアからメイクアップ技術を学んでいる。
また、出演作の楽曲の作詞も手掛けている。代表曲には『Hey Ram』『Virumaandi』『Unnaipol Oruvan』『Manmadhan Ambu』の楽曲があり、カマル・ハーサンが手掛ける楽曲はタミル語映画界からも高い評価を得ている。作詞のほかにプレイバックシンガーとしてタミル語、テルグ語、ヒンディー語、マラヤーラム語、英語の楽曲を歌っている。2020年にはCOVID-19パンデミックをテーマにしたミュージックビデオ「Arivum Anbum」の作詞を手掛けた。「Arivum Anbum」の監督はカマル・ハーサンが務めたほか、ギブランが作曲を手掛け、歌手としてアニルド・ラヴィチャンダルとユーヴァン・シャンカル・ラージャーが出演している。また、2021年には世界最長の小説『Venmurasu』を題材としたアルバム「Shades of Blue: A Musical Tribute to Venmurasu」の作詞を手掛け、2022年には『ヴィクラム』の楽曲「Pathala Pathala」の作詞を手掛け、歌手も務めている。

### テレビ司会者
2017年にスター・ヴィジャイのリアリティ番組『ビッグ・ボス・タミル』の司会者に就任した。番組は放送開始直後から人気を集め、タミル・ナードゥ州で最も視聴率の高い番組の一つとなった。カマル・ハーサンは放送開始以来一貫して司会者を務めており、2022年にはDisney+ Hotstarの『ビッグ・ボス・アルティメット』の司会者も務めた。

### 社会活動

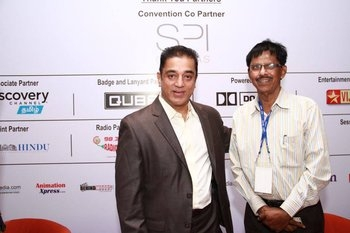
社会活動家M・B・ニルマルと会見するカマル・ハーサン（2013年）

カマル・ハーサンはファンクラブを福祉団体に組織化させた最初のタミル俳優であり、自身の福祉団体・カマル福祉協会を通して社会福祉活動に携わっている。同団体は献血・献眼活動の支援や、学生への教材寄付などの活動を中心に行っている。また、カマル福祉協会の機関誌『Mayyam』を通して彼の映画・児童虐待・薬物乱用・カシミール紛争についての見解を述べており、これらの見解は『Thedi Theerpom Va』としてファンクラブから出版されている。
2004年に人道支援活動への貢献を認められてエイブラハム・コヴォール国家賞を受賞し、2010年にはHIV/AIDSに感染した児童を養育する孤児院を作るためのプロジェクト「Hridayaragam 2010」のプロジェクト・アンバサダーに就任した。同年9月には小児癌救済基金を立ち上げ、ポールールのシュリ・ラーマチャンドラ大学を訪問し、小児癌患者の児童にバラの花をプレゼントしている。カマル・ハーサンはエンドースメント契約を拒否していたが、2015年にポティスとエンドースメント契約を結んでいる。彼は以前から「企業コマーシャルに出演するようなことがあるなら、その収入は全額HIVに感染した児童のために寄付したい」と語っている。そのため、エンドースメントで得た収入を社会活動のために寄付しており、2013年3月にはガウタミーと共に『Neengalum Vellalam Oru Kodi』で賞金500万ルピーを獲得した後、癌患者を支援する非営利団体ペトラル・ターン・ピラヤに全額を寄付している。このほか、インド首相ナレンドラ・モディから「クリーン・インディア・ミッション」のアンバサダーに指名され、2014年11月7日にはインド環境保護財団のアルン・クリシュナムールティと共にマダムバッカム湖の清掃作業を行っている。

### 政治活動

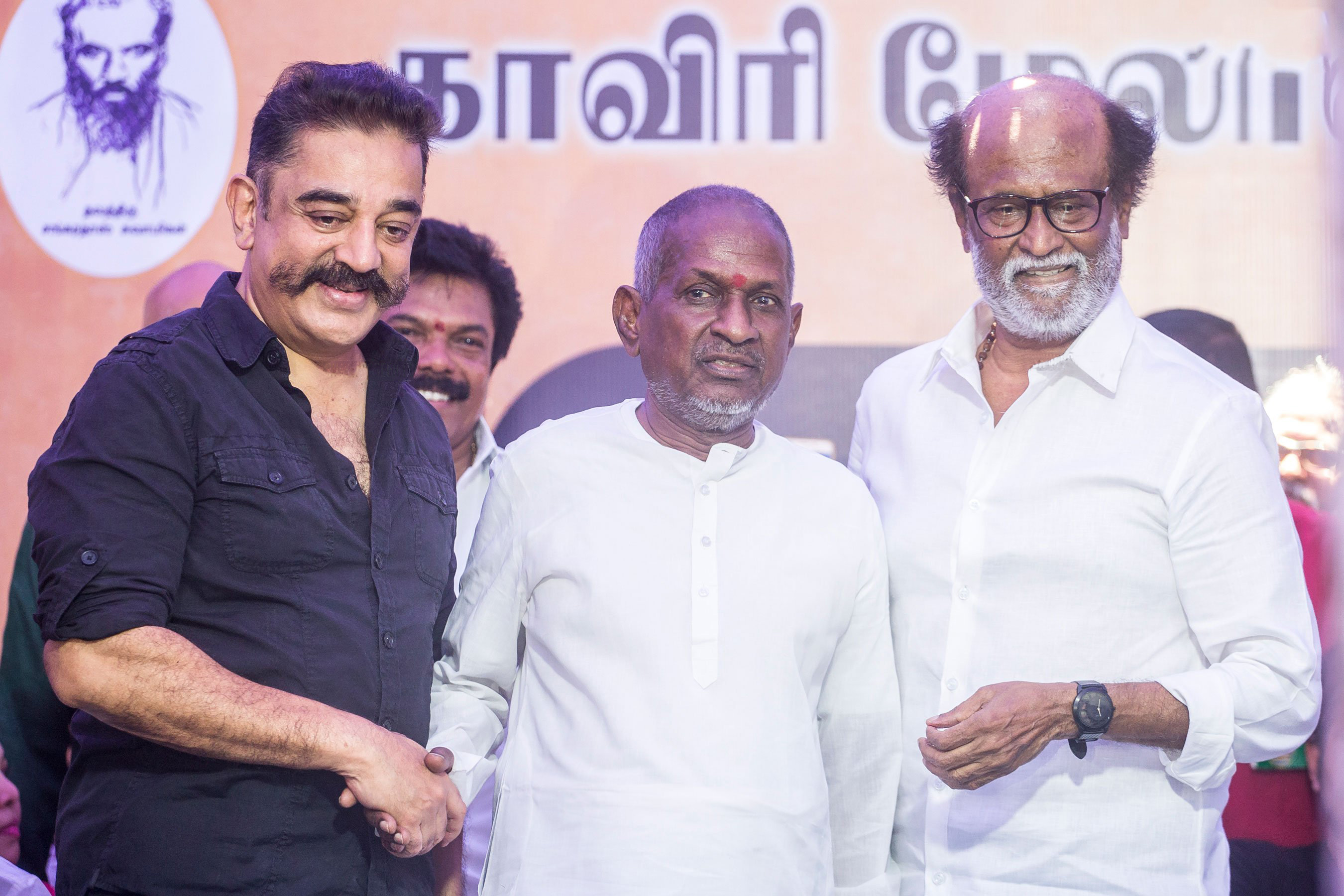
ナディガル・サンガム主催のカーヴィリ川共有問題への抗議運動に参加するカマル・ハーサン、イライヤラージャー、ラジニカーント（2018年）

政治思想は中道左派と見られており、また党派性について「インド国民会議（INC）でもインド人民党（BJP）でもなく、共産主義者でもありません」と語っている。また、ヒンドゥー・ナショナリズムについても否定的な立場をとっている。彼はキャリアの中で政治活動には関わっていなかったが、2018年2月21日にマドゥライで中道政党・人民正義センター（MNM）の結成を宣言し、政治活動を本格化させた。同党は2019年インド総選挙に候補者を擁立するが得票率3.72%しか得られず全員が落選し、2021年タミル・ナードゥ州議会議員選挙ではカマル・ハーサン自身がコーヤンブットゥール南部選挙区から出馬するが、BJPのヴァナティ・シュリーニヴァサンに僅差で敗れ落選した。2024年3月9日にはインド国家開発包括同盟（INDIA）への加盟を発表し、2024年インド総選挙では出馬を控えてINDIA加盟政党の一つであるドラーヴィダ進歩党（DMK）の選挙運動を支援した。その後、DMKから連邦上院の議席を割り当てられ、2025年6月12日に無投票で当選が確定し、7月25日にインド国会で就任の宣誓を行い、正式に連邦上院議員に就任した。

#### 選挙結果
| 選挙                                 | 選挙区                         | 候補者                         | 所属政党         | 結果 | 得票率 |
| ------------------------------------ | ------------------------------ | ------------------------------ | ---------------- | ---- | ------ |
| 2021年タミル・ナードゥ州議会議員選挙 | コーヤンブットゥール南部選挙区 | ヴァナティ・シュリーニヴァサン | インド人民党     | 当選 | 34.38% |
| 2021年タミル・ナードゥ州議会議員選挙 | コーヤンブットゥール南部選挙区 | カマル・ハーサン               | 人民正義センター | 落選 | 33.26% |

## 私生活

### 家族

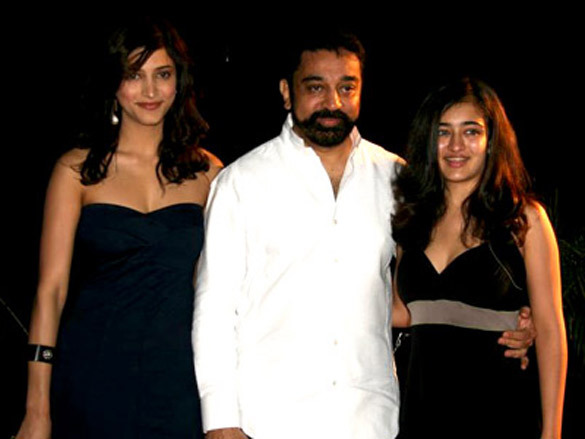
カマル・ハーサンとシュルティ、アクシャラ姉妹（2010年）

長兄チャールハーサンは俳優として活動し、カンナダ語映画『Tabarana Kathe』で国家映画賞主演男優賞を受賞している。彼の娘スハーシニ・マニラトナムも女優・映画製作者として活動し、1988年に映画監督のマニラトナムと結婚した。次兄チャンドラハーサンはプロデューサーとして活動し、ラージ・カマル・フィルムズ・インターナショナルの経営に携わりながらカマル・ハーサン主演作を製作していたが、2017年に死去している。彼の娘アヌー・ハーサンも女優として活動し、スハーシニ・マニラトナムの監督作『インディラ』などに出演している。姉ナリニ・ラグーは古典舞踊のダンサーとして活動し、彼女の息子ガウタムは『ヘー・ラーム』に出演してカマル・ハーサンの孫役を演じている。
1978年に古典舞踏家のヴァーニー・ガナパティと結婚した。彼女とは1975年に『Melnaattu Marumagal』で共演しており、結婚後は夫の衣装デザイナーとして複数の映画に参加したが、1988年に離婚している。離婚後は女優のサーリカーと交際を始め、1986年に長女シュルティ・ハーサンが生まれた後の1988年に結婚し、1991年に次女アクシャラ・ハーサンが生まれている。2人の娘は共に女優としてタミル語映画、テルグ語映画で活動している。サーリカーは結婚後に女優業を休止して衣装デザイナーとして『Hey Ram』に参加して国家映画賞 衣装デザイン賞を受賞している。その後、2002年に夫妻は離婚協議を始め、2004年に離婚が成立した。サーリカーは離婚後に女優活動を再開し、2005年に出演した『Parzania』で国家映画賞 主演女優賞を受賞している。

### 女性関係
2003年から2016年まで、複数の映画で共演していたガウタミーと同棲関係にあった。また、キャリアの初期に複数の映画で共演していたシュリーヴィディヤーとも親しい関係にあり、2006年には死期が近付いていた彼女の見舞いに訪れている。

## 評価

### 人物評

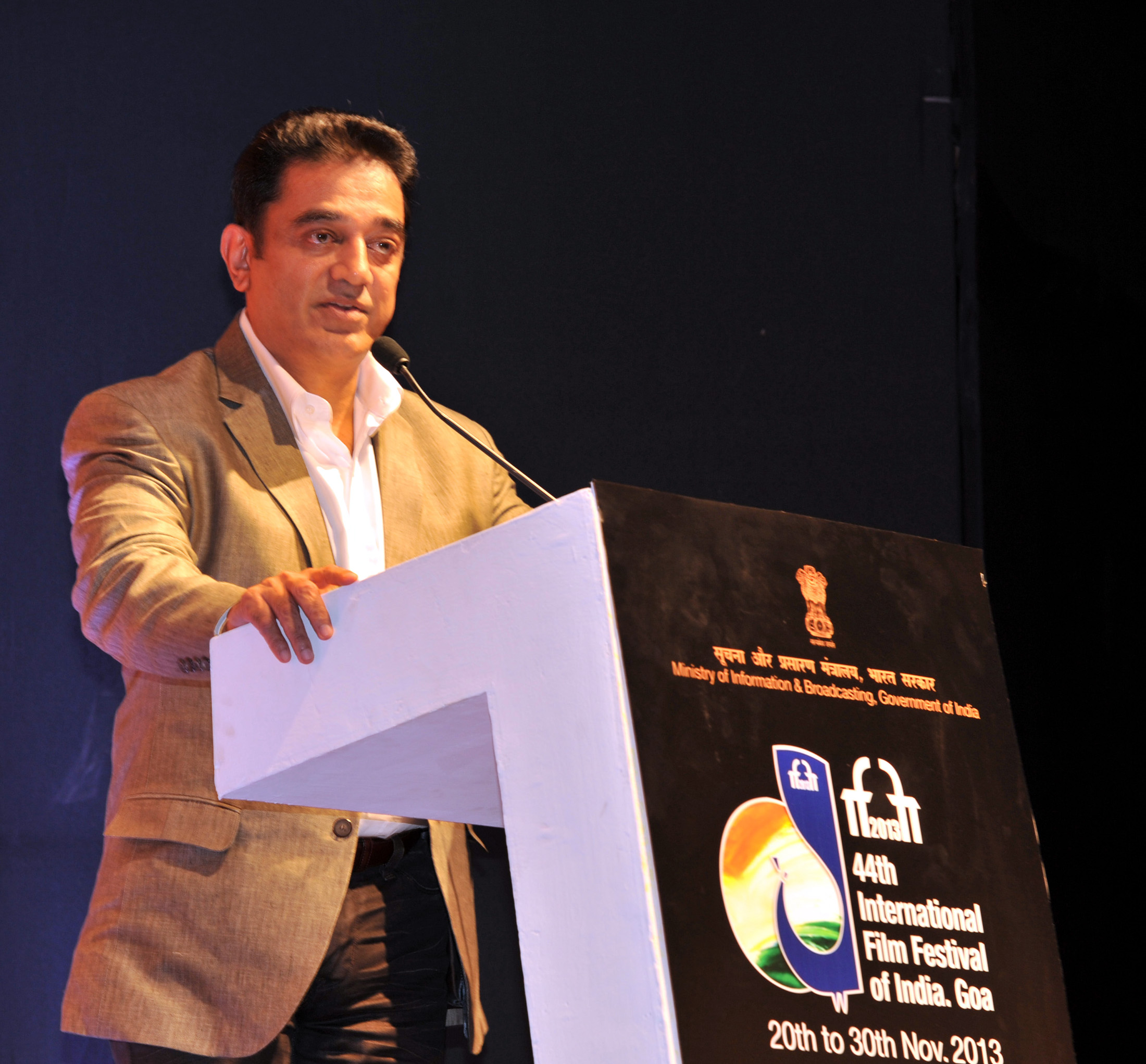
第44回インド国際映画祭開幕式に出席するカマル・ハーサン（2013年）

『ナヤカン/顔役』でカマル・ハーサンを起用したマニラトナムは、彼の演技について「ほかの俳優には不可能なことを、ハーサンは数多く可能にしている」と絶賛しており、タミル俳優のナーゲーシュも「これまで目にした中で最高の俳優」と称賛している。このほかにマンムーティ、モーハンラール、プリトヴィラージ・スクマーラン、シュリデヴィ、アミターブ・バッチャン、ヴェンカテーシュ・ダッグバーティ、シャー・ルク・カーン、アーミル・カーンも彼の演技を高く評価している。また、下の世代の俳優（スーリヤ、R・マーダヴァン）、映画製作者（バーラ、アミール、ガウタム・ヴァスデーヴ・メーナン）にも大きな影響を与えている。ハリウッドのバリー・M・オズボーンは彼の文学・歴史・映画に関する知識を「百科事典のようだ」と称賛し、アン・リーも「彼の才能と知識に対して驚かされた」と語っているほか、複数の主演作はハリウッド映画にも影響を与えている。
2015年にタミル・ナードゥ州財務大臣O・パンニールセルヴァムは、カマル・ハーサンが州内で発生した洪水被害における州政府の対応を批判したことに対して「現場の状況を知らずにベラベラ喋っているだけだ」と反論している。また、『ナヤカン/顔役』のプロデューサーを務めたムクタ・シュリーニヴァーサンは、カマル・ハーサンが同作の製作について「必要以上に自分の手柄を主張している」と批判した。また、『Thevar Magan』の監督バーラタンは撮影に関してカマル・ハーサンによる過干渉を批判し、バーラチャンドラ・メーノーンも製作を進めていた『Kanden Seethaiyai』をカマル・ハーサンとの意見対立でお蔵入りにされたことを批判している。このほか、シビ・マライルは『Gunaa』で監督を務める予定だったが、製作に関する決定権をカマル・ハーサンが持つことに反発し、降板したことを明かしている。
カマル・ハーサンは自分勝手な言動、性的に露骨な描写やテーマ、宗教感情を傷つける描写、表面的な社会問題の描写などが批判されている。また、完璧主義に対する批判もあり、主演作の予算超過の原因にも挙げられている。『Punnagai Mannan』では共演者のレーカー・ハリスの同意なしにキスシーンを撮影したことが告発され、プレイバックシンガーのチンマイ・シュリーパーダからも批判されている。また、ガウタミーはカマル・ハーサンとの同棲関係が解消されて以降、「彼から女優活動を妨害され、映画に出演する機会を奪われた」と主張している。

### 表彰

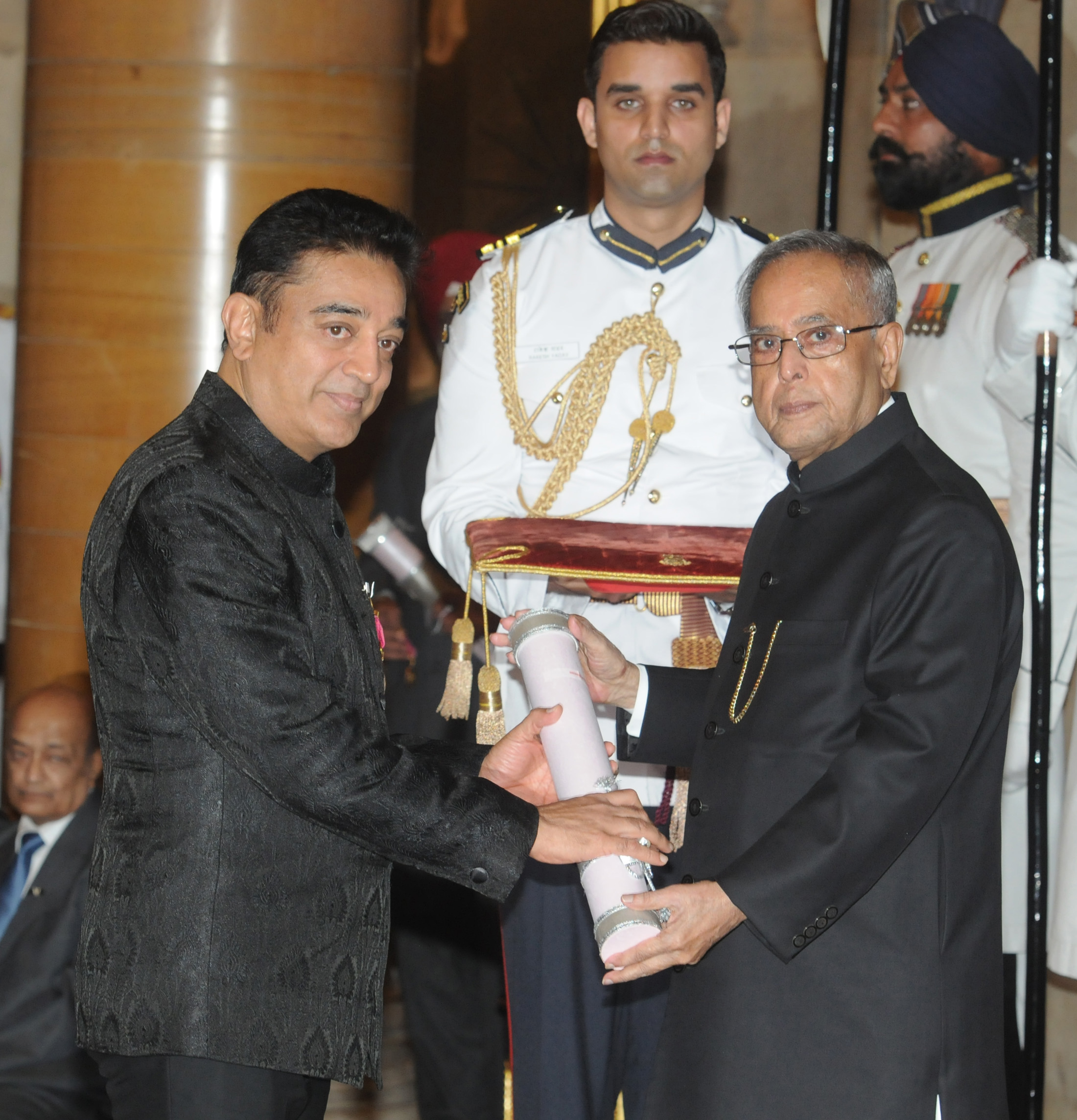
インド大統領プラナブ・ムカルジーからパドマ・ブーシャン勲章を授与されるカマル・ハーサン（2014年）

長年にわたる映画界への貢献が認められ、1990年にパドマ・シュリー勲章、2014年にパドマ・ブーシャン勲章を授与されている。また、6歳の時に映画デビュー作『Kalathur Kannamma』でラシュトラパティ賞を受賞しており、キャリアの中で国家映画賞 主演男優賞を3回受賞し、1993年にプロデュースした『Thevar Magan』では国家映画賞タミル語長編映画賞を受賞した。また、フィルムフェア賞・フィルムフェア賞 南インド映画部門を19回受賞しているが、2000年にタミル語映画部門主演男優賞を受賞したのを最後に、それ以降はフィルムフェア賞の受賞を辞退している。2003年にロッテルダム国際映画祭のディレクター・フォーカス部門で『ヘー・ラーム』『Pushpak』『ナヤカン/顔役』『Kuruthipunal』が上映され、2004年には『Virumaandi』が富川国際ファンタスティック映画祭でアジア映画賞を受賞している。
2005年にサティヤバーマ準大学の名誉博士号を授与され、2006年にはヴィジャイ・アワードのシュヴァリエ・シヴァージ・ガネーサン賞を受賞した。2007年にインド商工会議所連合会（FICCI）の「生ける伝説賞」を受賞し、2010年には統一進歩同盟政府主催で主演作の回顧展が行われ、情報・放送大臣アンビカ・ソニーは「彼の映画は地域や言語の壁を越えるものであり、彼のような俳優は唯一無二の存在である」とカマル・ハーサンの功績を称えた。また、同年にはティルヴァナンタプラムで開催されたオナムで、ケララ州政府からキャリア50周年を称賛された。
1979年にタミル・ナードゥ州政府からカライマーマニ賞を授与され、これまでにタミル・ナードゥ州映画賞、ナンディ賞、スター・スクリーン・アワード、ヴィジャイ・アワードなど多くの映画賞を受賞している。2009年にはFICCIのエンターテインメント部門が主催するメディア&エンターテインメント・ビジネス・コンクラーベの議長に就任し、このほかにアンナプルナ映像メディア学校の学術顧問委員会の委員も務めている。2012年には「特別な友人」としてアメリカ海軍の原子力空母「カール・ヴィンソン」に乗艦を認められた最初のインド俳優となり、2013年4月にはニューヨーク映画祭で特別賞を受賞している。同年にはリムカ公式記録の「インド映画セレブリティ20」の一人に選ばれ、2017年には長年の映画界への貢献を認められ、アーナンダ・ヴィカタン映画賞のS・S・ヴァーサン生涯功労賞を受賞している。